# سيجي ماتسوياما
سيجي ماتسوياما (باليابانية: 松山せいじ؛ بالكانا: まつやま せいじ) هو مانغاكا ياباني، ولد في 1975 في فوكوكا في اليابان.

## وصلات خارجية
- سيجي ماتسوياما على موقع IMDb (الإنجليزية)
- الموقع الرسمي